# Chlamys septemradiatus
Chlamys septemradiatus är en musselart. Chlamys septemradiatus ingår i släktet Chlamys och familjen kammusslor. Inga underarter finns listade i Catalogue of Life.